# Георгій II Тертер
Георгій II Тертер (болг. Георги II Тертер) правив Болгарією у 1322–1323 роках. Дата народження невідома.

## Біографія
Георгій був сином Феодора Святослава та Єфросинії, названий на честь діда Георгія I. По смерті батька 1322 року Георгій став новим царем та почав брати активну участь у громадянській війні у Візантійській імперії, де за престол сперечались Андронік II Палеолог та його онук Андронік III. Скориставшись ситуацією, Георгій вторгся до візантійської Фракії та, практично не зустрічаючи спротиву, захопив велике місто Філіпополь (Пловдів) та деякі його околиці 1322 року. Болгарський гарнізон, який налічував 2 тисячі піхоти й тисячу кінноти, був довірений воєначальнику Івану Русину, натомість придворний письменник «надав» Георгію титул «володаря болгарського та грецького скіпетра». Нова кампанія, проведена того ж року, призвела до захвату кількох фортець навколо Адріанополя, проте болгари відступили через розгром їхньої армії Андроніком III у Фракії. Візантійський імператор готувався до вторгнення до Болгарії після того, як довідався про смерть Георгія, який помер, очевидно, від природних причин. У Тертера не було нащадків. Його наступником став його далекий родич Михайло I Шишман.